# Squash aux Jeux asiatiques
Le squash fait partie des Jeux asiatiques depuis 1998. Initialement, les médailles sont décernées dans deux compétitions : pour les hommes et les femmes, dans les compétitions individuelles. Depuis 2010, il y a également des épreuves par équipes de sorte qu'un total de quatre médailles sont décernées en squash.

Avec un total de 11 des 18 médailles d'or possibles, la Malaisie est de loin le pays qui connaît le plus de succès. Ceci est principalement du fait de Nicol David, championne du monde à 8 reprises, et qui remporte cette épreuve à l'âge de 14 ans et qui de 1994 à 2018 participe à toutes les finales individuelles remportant cinq titres individuels et deux par équipes.

## Éditions
| Édition | Année | Cité hôte                     | Meilleure nation |
| ------- | ----- | ----------------------------- | ---------------- |
| XIII    | 1998  | Bangkok, Thaïlande            | Pakistan         |
| XIV     | 2002  | Pusan, Corée du Sud           | Malaisie         |
| XV      | 2006  | Doha, Qatar                   | Malaisie         |
| XVI     | 2010  | Canton, Chine                 | Malaisie         |
| XVII    | 2014  | Incheon, Corée du Sud         | Malaisie         |
| XVII    | 2018  | Jakarta, Palembang, Indonésie | Hong Kong        |
| XVIII   | 2022  | Hangzhou, Chine               | Malaisie         |

## Épreuves
| Épreuve        | 1998 | 2002 | 2006 | 2010 | 2014 | 2018 | Années |
| -------------- | ---- | ---- | ---- | ---- | ---- | ---- | ------ |
|                |      |      |      |      |      |      |        |
| Simple Hommes  | X    | X    | X    | X    | X    | X    | 6      |
| Équipes Hommes |      |      |      | X    | X    | X    | 3      |
| Simple Femmes  | X    | X    | X    | X    | X    | X    | 6      |
| Équipes Femmes |      |      |      | X    | X    | X    | 3      |
|                |      |      |      |      |      |      |        |
| Total          | 2    | 2    | 2    | 4    | 4    | 4    |        |

## Tableau des médailles
| Rang  | Nation       | Or | Argent | Bronze | Total |
| ----- | ------------ | -- | ------ | ------ | ----- |
| 1     | Malaisie     | 14 | 7      | 10     | 31    |
| 2     | Hong Kong    | 3  | 8      | 12     | 23    |
| 3     | Inde         | 3  | 4      | 11     | 18    |
| 4     | Pakistan     | 2  | 4      | 3      | 9     |
| 5     | Koweït       | 1  | -      | 1      | 2     |
| 6     | Corée du Sud | -  | -      | 4      | 4     |
| 7     | Singapour    | -  | -      | 2      | 2     |
| 7     | Japon        | -  | -      | 1      | 1     |
| Total | Total        | 23 | 23     | 46     | 92    |

## Nations participantes
| Nation            | 1998 | 2002 | 2006 | 2010 | 2014 | 2018 | Années |
| ----------------- | ---- | ---- | ---- | ---- | ---- | ---- | ------ |
|                   |      |      |      |      |      |      |        |
| Brunei            |      |      | 2    |      |      |      | 1      |
| Chine             |      | 2    | 2    | 6    | 8    | 4    | 5      |
| Hong Kong         | 4    | 4    | 4    | 8    | 8    | 8    | 6      |
| Inde              | 2    | 4    | 3    | 8    | 8    | 8    | 6      |
| Iran              | 2    |      |      |      |      | 5    | 2      |
| Iraq              |      |      | 1    |      |      |      | 1      |
| Japon             | 3    | 3    | 2    | 6    | 6    | 6    | 6      |
| Jordanie          | 3    | 1    | 2    | 1    | 4    |      | 5      |
| Koweït            | 2    | 2    | 1    | 4    | 4    | 1    | 6      |
| Liban             |      |      | 3    |      |      |      | 1      |
| Macao             |      |      | 4    |      | 3    | 3    | 3      |
| Malaisie          | 4    | 4    | 4    | 8    | 8    | 8    | 6      |
| Pakistan          | 2    | 2    | 2    | 7    | 8    | 8    | 6      |
| Philippines       |      | 1    | 2    | 2    |      | 9    | 4      |
| Qatar             |      | 2    | 2    | 4    | 4    | 4    | 5      |
| Arabie saoudite   |      |      |      | 4    |      |      | 1      |
| Singapour         | 3    | 1    |      |      |      | 4    | 3      |
| Corée du Sud      | 2    | 4    | 4    | 8    | 8    | 8    | 6      |
| Sri Lanka         | 2    | 2    | 4    | 3    |      | 5    | 5      |
| Thaïlande         | 4    |      |      |      |      | 8    | 1      |
|                   |      |      |      |      |      |      |        |
| Nombre de nations | 12   | 13   | 16   | 13   | 11   | 18   |        |
| Nombre d'athletes | 33   | 32   | 42   | 69   | 69   | 107  |        |

## Palmarès

### Simple Hommes
| Année | Or                  | Argent              | Bronze                             |
| ----- | ------------------- | ------------------- | ---------------------------------- |
| 1998  | Zarak Jahan Khan    | Amjad Khan          | Faheem Khan Kenneth Low            |
| 2002  | Ong Beng Hee        | Mansoor Zaman       | Shahid Zaman Mohd Azlan Iskandar   |
| 2006  | Ong Beng Hee        | Mohd Azlan Iskandar | Mansoor Zaman Saurav Ghosal        |
| 2010  | Mohd Azlan Iskandar | Aamir Atlas Khan    | Ong Beng Hee Saurav Ghosal         |
| 2014  | Abdullah Al Muzayen | Saurav Ghosal       | Ong Beng Hee Max Lee               |
| 2018  | Leo Au              | Max Lee             | Saurav Ghosal Mohd Nafiizwan Adnan |
| 2022  | Eain Yow Ng         | Saurav Ghosal       | Abdulla Mohd Al Tamimi Henry Leung |

### Simple Femmes
La superstar malaisienne Nicol David remporte la première édition à l'âge de 14 ans. Ensuite, elle participe à toutes les finales de 1998 à 2018, ne s'inclinant qu'une seule fois en 2002.
| Année | Or                      | Argent                  | Bronze                          |
| ----- | ----------------------- | ----------------------- | ------------------------------- |
| 1998  | Nicol David             | Rebecca Chiu            | Mah Li Lian Della Lee           |
| 2002  | Rebecca Chiu            | Nicol David             | Lee Hai-kyung Sharon Wee        |
| 2006  | Nicol David             | Rebecca Chiu            | Christina Mak Sharon Wee        |
| 2010  | Nicol David             | Annie Au                | Joey Chan Low Wee Wern          |
| 2014  | Nicol David             | Low Wee Wern            | Annie Au Dipika Pallikal        |
| 2018  | Nicol David             | Sivasangari Subramaniam | Joshna Chinappa Dipika Pallikal |
| 2022  | Sivasangari Subramaniam | Chan Sin Yuk            | Tomato Ho Satomi Watanabe       |

### Équipes Hommes
| Édition | Lieu     | Or                                                                    | Argent                                                                   | Bronze                                                                       |
| ------- | -------- | --------------------------------------------------------------------- | ------------------------------------------------------------------------ | ---------------------------------------------------------------------------- |
| 2010    | Canton   | Aamir Atlas Khan Farhan Mehboob Yasir Butt Danish Atlas Khan Pakistan | Mohd Azlan Iskandar Ong Beng Hee Mohd Nafiizwan Adnan Ivan Yuen Malaisie | Harinder Pal Sandhu Sandeep Jangra Saurav Ghosal Siddharth Suchde Inde       |
| 2010    | Canton   | Aamir Atlas Khan Farhan Mehboob Yasir Butt Danish Atlas Khan Pakistan | Mohd Azlan Iskandar Ong Beng Hee Mohd Nafiizwan Adnan Ivan Yuen Malaisie | Dick Lau Max Lee Anson Kwong Leo Au Hong Kong                                |
| 2014    | Incheon  | Saurav Ghosal Harinder Pal Sandhu Mahesh Mangaonkar Kush Kumar Inde   | Mohd Azlan Iskandar Ong Beng Hee Mohd Nafiizwan Adnan Ivan Yuen Malaisie | Abdullah Al Muzayen Ammar Altamimi Ali Bader Al-Ramzi Fallah Mohammed Koweït |
| 2014    | Incheon  | Saurav Ghosal Harinder Pal Sandhu Mahesh Mangaonkar Kush Kumar Inde   | Mohd Azlan Iskandar Ong Beng Hee Mohd Nafiizwan Adnan Ivan Yuen Malaisie | Max Lee Leo Au Yip Tsz Fung Tang Ming-Hong Hong Kong                         |
| 2018    | Jakarta  | Mohd Nafiizwan Adnan Ivan Yuen Eain Yow Ng Mohd Syafiq Kamal Malaisie | Max Lee Leo Au Yip Tsz Fung Henry Leung Hong Kong                        | Saurav Ghosal Harinder Pal Sandhu Ramit Tandon Mahesh Mangaonkar Inde        |
| 2018    | Jakarta  | Mohd Nafiizwan Adnan Ivan Yuen Eain Yow Ng Mohd Syafiq Kamal Malaisie | Max Lee Leo Au Yip Tsz Fung Henry Leung Hong Kong                        | Tayyab Aslam Asim Khan Amaad Fareed Israr Ahmed Pakistan                     |
| 2022    | Hangzhou | Saurav Ghosal Mahesh Mangaonkar Harinder Pal Sandhu Abhay Singh Inde  | Nasir Iqbal Asim Khan Farhan Zaman Noor Zaman Pakistan                   | Addeen Idrakie Mohd Syafiq Kamal Eain Yow Ng Ivan Yuen Hong Kong             |
| 2022    | Hangzhou | Saurav Ghosal Mahesh Mangaonkar Harinder Pal Sandhu Abhay Singh Inde  | Nasir Iqbal Asim Khan Farhan Zaman Noor Zaman Pakistan                   | Tayyab Aslam Asim Khan Amaad Fareed Israr Ahmed Pakistan                     |

### Équipes Femmes
| Édition | Lieu     | Or                                                                   | Argent                                                                       | Bronze                                                               |
| ------- | -------- | -------------------------------------------------------------------- | ---------------------------------------------------------------------------- | -------------------------------------------------------------------- |
| 2010    | Canton   | Nicol David Sharon Wee Delia Arnold Low Wee Wern Malaisie            | Joey Chan Annie Au Rebecca Chiu Liu Tsz-Ling Hong Kong                       | Dipika Pallikal Joshna Chinappa Anaka Alankamony Anwesha Reddy Inde  |
| 2010    | Canton   | Nicol David Sharon Wee Delia Arnold Low Wee Wern Malaisie            | Joey Chan Annie Au Rebecca Chiu Liu Tsz-Ling Hong Kong                       | Park Eun-ok Song Sun-mi Kim Ga-hye Kim Jin-hee Corée du Sud          |
| 2014    | Incheon  | Nicol David Low Wee Wern Delia Arnold Vanessa Raj Malaisie           | Dipika Pallikal Joshna Chinappa Anaka Alankamony Aparajitha Balamurukan Inde | Joey Chan Annie Au Tong Tsz-Wing Liu Tsz-Ling Hong Kong              |
| 2014    | Incheon  | Nicol David Low Wee Wern Delia Arnold Vanessa Raj Malaisie           | Dipika Pallikal Joshna Chinappa Anaka Alankamony Aparajitha Balamurukan Inde | Park Eun-ok Song Sun-mi Yang Yeon-soo Lee Ji-hyun Corée du Sud       |
| 2018    | Jakarta  | Annie Au Joey Chan Ho Tze-Lok Lee Ka Yi Hong Kong                    | Joshna Chinappa Dipika Pallikal Sunayna Kuruvilla Tanvi Khanna Inde          | Nicol David Low Wee Wern Sivasangari Subramaniam Aifa Azman Malaisie |
| 2018    | Jakarta  | Annie Au Joey Chan Ho Tze-Lok Lee Ka Yi Hong Kong                    | Joshna Chinappa Dipika Pallikal Sunayna Kuruvilla Tanvi Khanna Inde          | Satomi Watanabe Misaki Kobayashi Risa Sugimoto Japon                 |
| 2022    | Hangzhou | Aifa Azman Aira Azman Rachel Arnold Sivasangari Subramaniam Malaisie | Chan Sin Yuk Ho Tze-Lok Lee Ka Yi Tong Tsz-Wing Hong Kong                    | Joshna Chinappa Dipika Pallikal Tanvi Khanna Anahat Singh Inde       |
| 2022    | Hangzhou | Aifa Azman Aira Azman Rachel Arnold Sivasangari Subramaniam Malaisie | Chan Sin Yuk Ho Tze-Lok Lee Ka Yi Tong Tsz-Wing Hong Kong                    | Eum Hwa-yeong Heo Min-gyeong Lee Ji-hyun Yang Yeon-soo Corée du Sud  |